# Checkpoint (Flipperautomat)
Checkpoint ist ein Flipperautomat der Firma Data East aus dem Jahr 1991, bei dem erstmals ein Dot-Matrix-Display eingesetzt wurde.

## Beschreibung
Entworfen wurde das Gerät von Joe Kaminkow und Ed Cebula. Das Artwork zum Thema Autorennen stammt von Paul Faris. Checkpoint ist einer der wenigen Flipperautomaten von Data East, die kein Lizenz-Thema aus Film und Fernsehen nutzten. Bislang wurden 3.500 Stück hergestellt.
Das Spiel wird mit dem Drehen eines Zündschlüssels gestartet, durch einen Shaker-Motor wird der Flipper während des Spiels zum Vibrieren gebracht. Bei einem Schuss über die Rampe im rechten Teil des Spielfeldes wird die Geschwindigkeit der Kugel erfasst und auf dem Display sowie sprachlich ausgegeben.

## Besonderheiten
Checkpoint war der erste Flipperautomat, der ein Dot-Matrix-Display einsetzte, ein Feature, das auch mehr als 25 Jahre später noch Standard ist. Allerdings hatte das Display nur die halbe Höhe zu den später von allen Herstellern eingesetzten Displays. Data East produzierte noch weitere Geräte mit den kleineren Displays, bevor sie ebenfalls das höhere Display einsetzten. Checkpoint war zudem der erste Flipper, bei dem der Spieler vor Beginn des Spiels eine Musikrichtung wählen konnte. Es standen Rock, Rap, Country, Soul, Jazz oder Klassik zur Auswahl.

## Sonstiges
Für den Flipper Operation Desert Storm hat Data East lediglich die Grafiken auf Spielfeld und Gehäuse ausgetauscht, ansonsten ist er identisch mit Checkpoint.